# روبير دال
روبير دال (بالإنجليزية: Robert Alan Dahl )‏ (و. 1915 – 2014 م) هو عالم سياسة، وبروفيسور، وعالم اجتماع، من الولايات المتحدة، ولد في إنوود، وكان عضوًا في الأكاديمية الوطنية للعلوم، والجمعية الأمريكية للفلسفة، والأكاديمية الأمريكية للفنون والعلوم، والأكاديمية البريطانية، توفي في هامدن، عن عمر يناهز 99 عاماً.

## مناصب
تولى منصب رئيس مجلس الإدارة، American Political Science Association ‏ (1966–1967).

## التعليم
تعلم في جامعة ييل، وتحصل منها على دكتور في الفلسفة، وجامعة واشنطن، وتحصل منها على بكالوريوس في الفنون.

## جوائز
حصل على جوائز منها:
- ميدالية صليب ويلبر  [لغات أخرى]‏ (1986)
- زمالة غوغنهايم
- جائزة يوهان سكايت للعلوم السياسية
- بروفيسور ستيرلينغ [الإنجليزية]‏.